# 박정헌 (1971년)
박정헌(朴政憲, 1971년 ~ )은 대한민국의 산악인이며  HAG(히말라얀 아트 갤러리) 대표이다.
그는 우리나라 고산 거벽등반 분야에서 가장 눈에 띄는 성과를 거둔 인물이다.
히말라야의 난벽으로 꼽는 안나푸르나 남벽(8,091m. 1994년)과 에베레스트 남서벽(8,8848m. 1995년)을 오른 것은 물론, 2000년에는 K2(8,611m) 남남동릉을 무산소로 등정했다.
2002년에는 시샤팡마(8,027m) 남서벽에 새로운 루트를 개척하였으며 2005년 네팔 히말라야의 촐라체 북벽 등정에도 성공해 한국 등반사에 큰 획을 그었다는 평가를 받았다.
패러글라이딩으로도 히말라야 횡단에 도전했고 2012년 세계 최초로 히말라야 산맥 2400km를 넘었다.

## 학력
- 부산해사고등학교

## 약력

### 경력사항
- 진글라이더 마운틴 파일럿
- 노스페이스 클라이밍팀
- 한국국제대학교 홍보대사
- 살레와(SALEWA) 기술고문 (2022년 ~ )
- 《촐라체 북벽 등정》 (2005년)
- 《시샤팡마 남서벽 (8027m) 신루트 등정》 (2002년)
- 《K2 (8611m) 남남동릉 무산소 등정》 (2000년)
- 《K2 토모체센 루트 등반》 (1999년)
- 《낭가파르밧 등정》 (1997년)
- 《초오유 등정》 (1996년)
- 《시샤팡마 중앙봉 알파인스타일 등정》 (1996년)
- 《에베레스트 남서벽 (8848m) 등정》 (1995년)
- 《안나푸르나 남벽 (8091m) 등정》 (1994년)
- 《초오유 (8201m) 동계 남동벽 등반》 (1989년)

### 수상내역
- 《KBS 감동대상 특별상》 (2012년)
- 《체육훈장 맹호장》 (2006년)
- 《체육훈장 백마장》 (1995년)

### 방송출연
- 《MBC 경남 "그레이트 지리산"》 (2017년)
- 《KBS 창원》 [시사카페-후(WHO)톡] 44회.모험가 박정헌, 그가 도전을 멈출 수 없는 이유 (2016.01.05)
- 《SBS 스페셜 "인생횡단"》 (2015년)
- 《SBS 스페셜 드라마다큐 "하얀 블랙홀"》 (2014년)
- 《KBS "이카로스의 꿈"》 (2012년)

### 저서
- 《끈 (우리는 끝내 서로를 놓지 않았다)》 (2013년)

## 참고 자료
“남들이 가지 않는 험한 길을 간다 등반가 박정헌”. 지식백과. 2009년 5월 20일.